# Stillebenfotografi

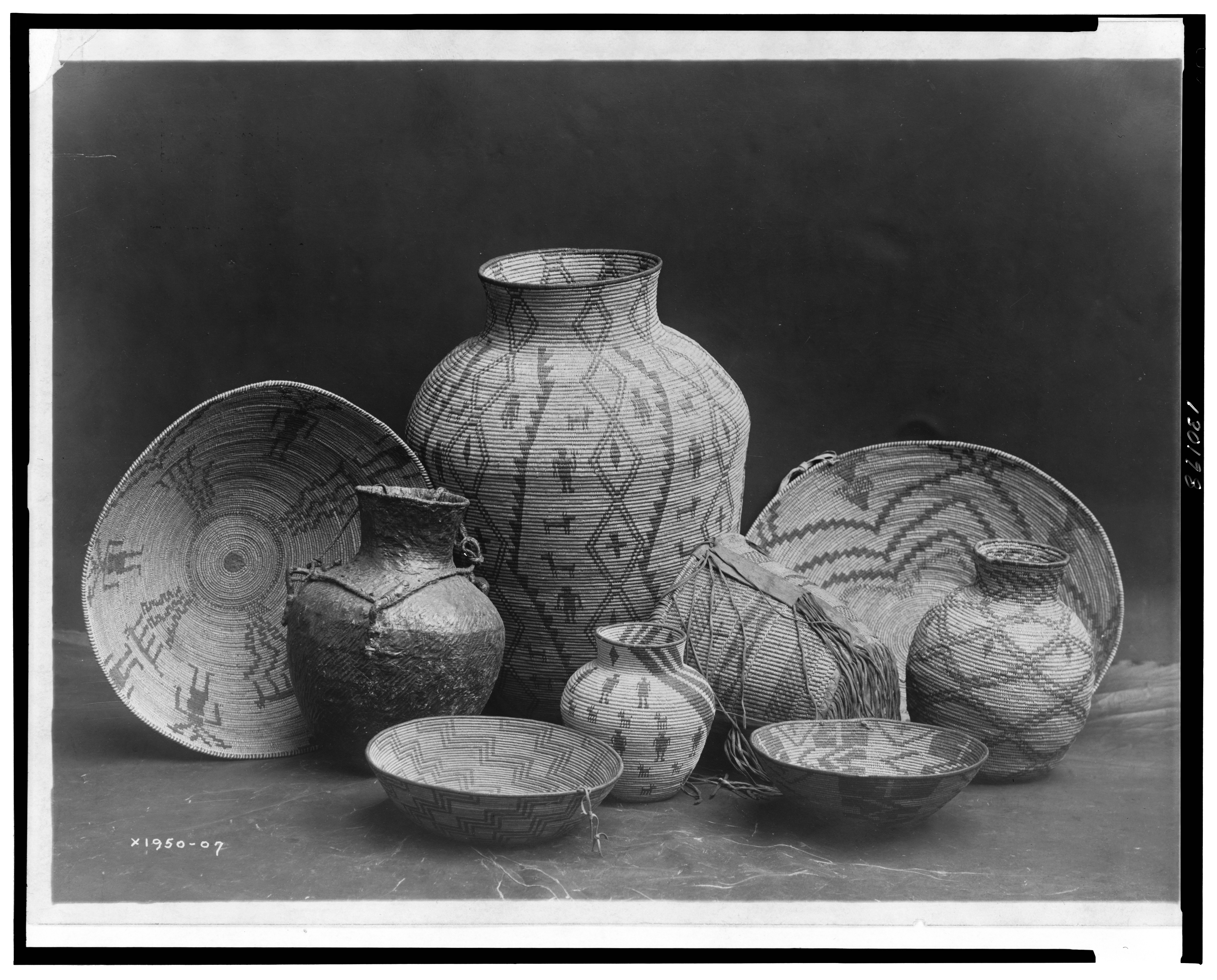
Stilleben med apacheindianers korgar av Edward S. Curtis 1907.

Ett stilleben är en studie av en begränsad samling föremål på en liten plats. Stilleben för tankar till konsten men det är en vanlig form av fotograferingsuppdrag för massmedia. Vissa tidskrifter och böcker är helt uppbyggda på stilleben. Områdena trädgård, livsmedel, detaljhandel och kokböcker är exempel. En varukatalog är helt uppbyggd av stilleben.
Stillebenfotografi är storformatskamerans hemmaplan.